# Лаго-Агрио
Лаго-Агрио (исп. Lago Agrio) — один из 7 кантонов эквадорской провинции Сукумбиос. Площадь составляет 3139 км². Население по данным переписи 2001 года — 66 788 человек, плотность населения — 21,3 чел/км². Административный центр — город Нуэва-Лоха.

## География
Кантон находится во внутренней части страны, эквадорской Амазонии. Расположен в центральной части провинции, граничит с Колумбией (на севере), провинцией Орельна (на юге), а также с кантонами: Путумайо, Куйабено и Шушуфинди (на востоке) и Каскалес (на западе). Основные реки: Агуарико, Эно, Конехо, Дурено, Тетейе и др.